# Organopoda atrisparsaria
Organopoda atrisparsaria är en fjärilsart som beskrevs av Eugen Wehrli 1924. Organopoda atrisparsaria ingår i släktet Organopoda och familjen mätare. Inga underarter finns listade i Catalogue of Life.